# Cot Mancang (Kuta Baro)
Cot Mancang is een bestuurslaag in het regentschap Aceh Besar van de provincie Atjeh, Indonesië. Cot Mancang telt 489 inwoners (volkstelling 2010).